# Atelierhaus79
Das Atelierhaus79 ist ein seit 2007 bestehendes Künstler- und Atelierhaus an der Wilhelminenhofstraße 83–85 in Berlin-Oberschöneweide. Es war als Gebäude No. 79 Teil des ehemaligen Kabelwerks Oberspree (KWO).

## Das Haus

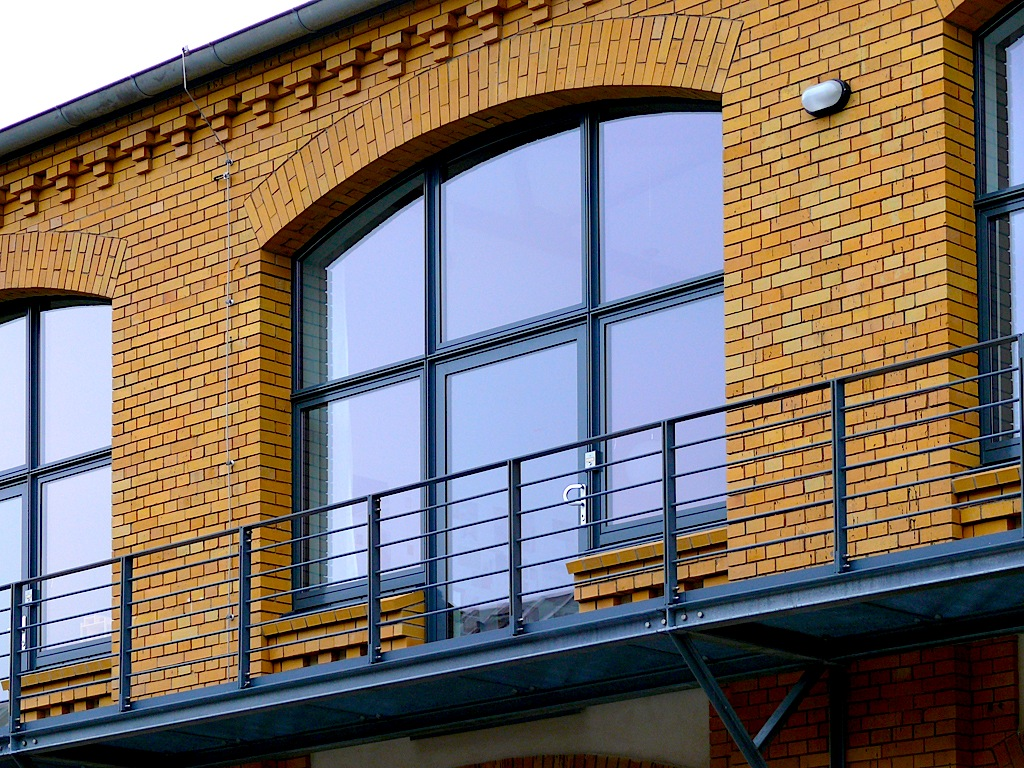
Atelierhaus79

Schöneweider Klinker in neuem und verwittertem Zustand

Das Atelierhaus79 liegt im Bereich des ehemaligen AEG-Transformatorenwerks Oberspree (AEG-TRO, bis 1945) bzw. Volkseigenen Betriebes Transformatorenwerk Oberspree (bis 1990) und des heutigen Kultur- und Technologiezentrums Rathenau-Hallen. Es besitzt die für die gesamten KWO-Anlagen typische gelbe Klinkerfassade (sogenannter Schöneweider Klinker). Im Jahre 2007 wurde das Gebäude durch das Architekturbüro ARCHPLAN Joachim Hoffmann und die frei Architektin Hildegard Erhard auf seinen heutigen Stand umgebaut. Es umfasst insgesamt 36 Atelierräume, die sowohl als reine Arbeitsateliers als auch als Wohnateliers oder Büros genutzt werden.

## Geschichte
Das Atelierhaus wurde 1899 von Paul Tropp für die Deutsche Niles Werke AG, Lizenznehmer der US-amerikanischen Niles Tool Works Company aus Hamilton (Ohio), entworfen und 1901 fertiggestellt. Nach Auslaufen der Niles-Lizenzen nutzte die 1915 gegründete Maschinenfabrik Oberschöneweide AG (MOAG) das Gebäude. Die AEG kaufte die Immobilie im Jahr 1920 und richtete dort die Werkskantine, einen Sanitärtrakt und im Obergeschoss Konstruktionsbüros für ihr Transformatorenwerk ein, das u. a. Drehstromtransformatoren für Umspannwerke baute. 
Das Haus ist Teil der über eine Strecke von fast zwei Kilometern an der Spree gelegenen ehemaligen AEG-Kabel- und Transformatorenwerke, die eines der großen Industriedenkmale Berlins darstellen und als größtes Industriedenkmal Europas gelten. In den 1890er Jahren ließ AEG-Gründer Emil Rathenau im damals selbstständigen Oberschöneweide die bald „Elektropolis“ genannten Bauten errichten. Neben Paul Tropp waren die Architekten Franz Schwechten, Peter Behrens und Ernst Ziesel beteiligt. 
Nach der Wende wurde 1990 der VEB Transformatorenwerk geschlossen, 1996 folgte das Kabelwerk. Ein irisches Familienunternehmen hat das Areal übernommen, wo heute unter anderen die Karl-Hofer-Gesellschaft und der Campus Wilhelminenhof der Hochschule für Technik und Wirtschaft Berlin untergebracht sind.